# Liebach
Der Liebach ist ein gut 2 km langer rechter und westlicher Zufluss der Our.

## Verlauf
Der Liebach entspringt nördlich von Manderfeld. Er mündet östlich von Manderfeld in die Our.